# لوكاس كول
لوكاس كول (بالبرتغالية: Lucas Kohl‏) هو سائق سباق برازيلي، ولد في 4 مايو 1998 في سانتا كروز دو سول في البرازيل.